# Juraj Molnár
Juraj Molnár / Bratislavský(* 23. ledna 1961) byl slovenský a československý politik, po sametové revoluci poslanec Sněmovny národů Federálního shromáždění za Slovenskou národní stranu.

## Biografie
Počátkem roku 1990 patřil mezi zakladatele SNS a byl členem přípravného výboru strany. Ve volbách roku 1990 byl zvolen za SNS do Sněmovny národů (volební obvod Bratislava). Ve Federálním shromáždění setrval do voleb roku 1992 .
V roce 1994 se na sněmu SNS stal 2. podpředseda strany.
Ve volbách roku 1990 zasedl za SNS do slovenské části Sněmovny národů (volební obvod Bratislava). Ve Federálním shromáždění setrval do voleb roku 1992.
V roce 1994 navštívil Slovanský sjezd konaný při sjezdu nacionalistické Liberálně-demokratické strany Ruska v Moskvě. Vedení strany pak tvrdilo, že Molnár tam jel bez vědomí Slovenské národní strany. Koncem roku 1994 je uváděno, že předseda SNS Ján Slota navrhl, aby Molnár opustil kvůli kumulací postů funkci místopředsedy strany. Molnár totiž tehdy byl zvolen do dozorčí rady Všeobecné úvěrové banky a Slovnaftu za stát (Fond národního majetku).